# Les Neuf Clés de la modernité
 (juin 2022).
Les Neuf Clés de la modernité est un livre de philosophie de Jean-Marc Piotte, publié en 2001 aux éditions Québec Amérique.
Selon Jean-Marc Piotte, les clés qui permettent de comprendre les différences culturelles entre la modernité et les périodes qui ont précédé sont :
1. l'individu est libre ;
2. les individus sont égaux ;
3. la raison au service de la passion ;
4. le travail plutôt que la sagesse, l'honneur et la prière ;
5. l'amour et non la reproduction ;
6. le marché plutôt que la communauté ;
7. un nouveau type d'État ou la démocratie représentative ;
8. la nation plutôt que la religion ;
9. la religion, affaire privé.